# 奈良西警察署
奈良西警察署（ならにしけいさつしょ）は、奈良県警察が管轄する警察署の一つである。

## 所在地
- 〒631-0034 奈良市学園南三丁目9-22

## 管轄区域
- 奈良市の西部[1][2]。

2024年（令和6）年4月1日時点で管内人口は約16万人であり、奈良市全体の約46％を占める。
押熊町（字東山・県営平城団地を除く。字東山・県営平城団地は奈良警察署の管轄）、敷島町一丁目、敷島町二丁目、東登美ケ丘一丁目、東登美ケ丘二丁目、東登美ケ丘三丁目、東登美ケ丘四丁目、東登美ケ丘五丁目、東登美ケ丘六丁目、北登美ケ丘一丁目、北登美ケ丘二丁目、北登美ケ丘三丁目、北登美ケ丘四丁目、北登美ケ丘五丁目、北登美ケ丘六丁目、中登美ケ丘一丁目、中登美ケ丘二丁目、中登美ケ丘三丁目、中登美ケ丘四丁目、中登美ケ丘六丁目、登美ケ丘一丁目、登美ケ丘二丁目、登美ケ丘三丁目、登美ケ丘四丁目、登美ケ丘五丁目、登美ケ丘六丁目、西登美ケ丘一丁目、西登美ケ丘二丁目、西登美ケ丘三丁目、西登美ケ丘四丁目、西登美ケ丘五丁目、西登美ケ丘六丁目、西登美ケ丘七丁目、西登美ケ丘八丁目、南登美ケ丘、中山町の一部（奈良市立平城西小学校の校区）、中山町西一丁目、中山町西二丁目、中山町西三丁目、中山町西四丁目、朝日町一丁目、朝日町二丁目、学園朝日元町一丁目、学園朝日元町二丁目、学園朝日町、あやめ池北一丁目、あやめ池北二丁目、あやめ池北三丁目、あやめ池南一丁目、あやめ池南二丁目、あやめ池南三丁目、あやめ池南四丁目、あやめ池南五丁目、あやめ池南六丁目、あやめ池南七丁目、あやめ池南八丁目、あやめ池南九丁目、疋田町の一部（あやめ池南七丁目第5自治会区域）、鶴舞東町、鶴舞西町、学園北一丁目、学園北二丁目、学園南一丁目、学園南二丁目、学園南三丁目、百楽園一丁目、百楽園二丁目、百楽園三丁目、百楽園四丁目、百楽園五丁目、学園赤松町、学園緑ケ丘一丁目、学園緑ケ丘二丁目、学園緑ケ丘三丁目、学園新田町、学園中一丁目、学園中二丁目、学園中三丁目、学園中四丁目、学園中五丁目、学園大和町一丁目、学園大和町二丁目、学園大和町三丁目、学園大和町四丁目、学園大和町五丁目、学園大和町六丁目、二名町、二名一丁目、二名二丁目、二名三丁目、二名四丁目、二名五丁目、二名六丁目、二名七丁目、二名平野一丁目、二名平野二丁目、二名東町、大渕町、松陽台一丁目、松陽台二丁目、松陽台三丁目、松陽台四丁目、富雄川西一丁目、富雄川西二丁目、三松一丁目、三松二丁目、三松三丁目、三松四丁目、三松ケ丘、富雄北一丁目、富雄北二丁目、富雄北三丁目、鳥見町一丁目、鳥見町二丁目、鳥見町三丁目、鳥見町四丁目、富雄元町一丁目、富雄元町二丁目、富雄元町三丁目、富雄元町四丁目、三碓町、三碓一丁目、三碓二丁目、三碓三丁目、三碓四丁目、三碓五丁目、三碓六丁目、三碓七丁目、中町、藤ノ木台一丁目、藤ノ木台二丁目、藤ノ木台三丁目、藤ノ木台四丁目、大倭町、菅野台、千代ケ丘一丁目、千代ケ丘二丁目、千代ケ丘三丁目、西千代ケ丘一丁目、西千代ケ丘二丁目、西千代ケ丘三丁目、富雄泉ケ丘、帝塚山一丁目、帝塚山二丁目、帝塚山三丁目、帝塚山四丁目、帝塚山五丁目、帝塚山六丁目、帝塚山七丁目、帝塚山中町、帝塚山西一丁目、帝塚山西二丁目、帝塚山南一丁目、帝塚山南二丁目、帝塚山南三丁目、帝塚山南四丁目、帝塚山南五丁目、青垣台一丁目、青垣台二丁目、青垣台三丁目、石木町、大和田町、丸山一丁目、丸山二丁目

## 沿革
- 1954年（昭和29年）7月：警察法改正により市警察から奈良県警察に統合となる。
- 1984年（昭和59年）11月1日：奈良西警察署が完成。
- 2024年（令和6年）3月28日 ： 西大寺地域が奈良警察署管轄に移管[4]。

## 組織
- 警務課
  - 警務係
  - 県民サービス係
  - 留置管理係
- 会計課
  - 会計係
- 生活安全課
  - 生活安全総務係
  - 人身安全対策係
  - 生活安全捜査係
- 地域課
  - 地域企画係
  - 地域捜査係
  - 指導第一係
  - 指導第ニ係
  - 指導第三係
- 刑事課
  - 総務係
  - 強行盗犯第一係
  - 強行盗犯第二係
  - 知能犯係
  - 組織犯係
  - 鑑識係
- 交通課
  - 企画規制係
  - 指導取締係
  - 交通捜査係
- 警備課
  - 警備第一係
  - 警備第二係

## 交番
（ ）の中は所在地
- 中登美交番（奈良市中登美ヶ丘1丁目793番地の11）
- あやめ池交番（奈良市あやめ池北1丁目37番5号）
- 学園前交番（奈良市学園南1丁目6番2号）
- 富雄駅前交番（奈良市富雄元町2丁目3番3号）
- 富雄南交番（奈良市中町4694番地の1）

## 駐在所
なし

## 検問所
（ ）の中は所在地
- 阪奈富雄検問所（奈良市三碓町）

## 事件
- 2022年1月 - 署内で管理していた拳銃の実弾5発の所在不明となった。窃盗容疑で捜査が行われたが、同年7月までに実弾交換時の配分ミスが原因で紛失はなかったことが明らかになった。ただし、一連の捜査で長時間の取り調べを受けた警察官がうつ病を発症して休職。同年8月5日、警察官は奈良県に対して約710万円の損害賠償を求めて、奈良地方裁判所に提訴した[5]。

- 2022年7月8日 - 当時奈良西警察署管内であった大和西大寺駅前で安倍晋三銃撃事件が発生。現行犯逮捕した容疑者の身柄が移送されて取調べが行われた。上記の実弾所在不明事件の対応に追われていたことも同事件の要因の一つだとも報じられた。事件を受け、2024年3月28日から西大寺エリアは規模が大きい奈良警察署に移管された[4]。